# Allium khozratense
Allium khozratense  (лат.) — вид однодольных растений рода Лук (Allium) семейства Амариллисовые (Amaryllidaceae). Растение впервые описано немецким ботаником Райнхардом М. Фричем в 2009 году, наряду с Allium intradarvazicum, Allium chychkanense и Allium furkatii.

## Распространение, описание
Эндемик Таджикистана. Встречается на юго-востоке страны, описан из Дарвазского хребта.
Луковичный геофит. Луковицы овальные, около 2 см длиной и 1,5 см диаметром; чешуя от серого до бурого цвета. Стебель прямостоячий, 3 мм в диаметре, высотой 15—25 см; несёт 2—3 ланцетовидных листа размером 20—30×0,4—0,8 см. Цветки звездчатой формы, включены в плотное полушаровидное соцветие около 4 см в диаметре. Цветёт в начале июня. Плод — незаметная коробочка.